# Chińczycy w Australii

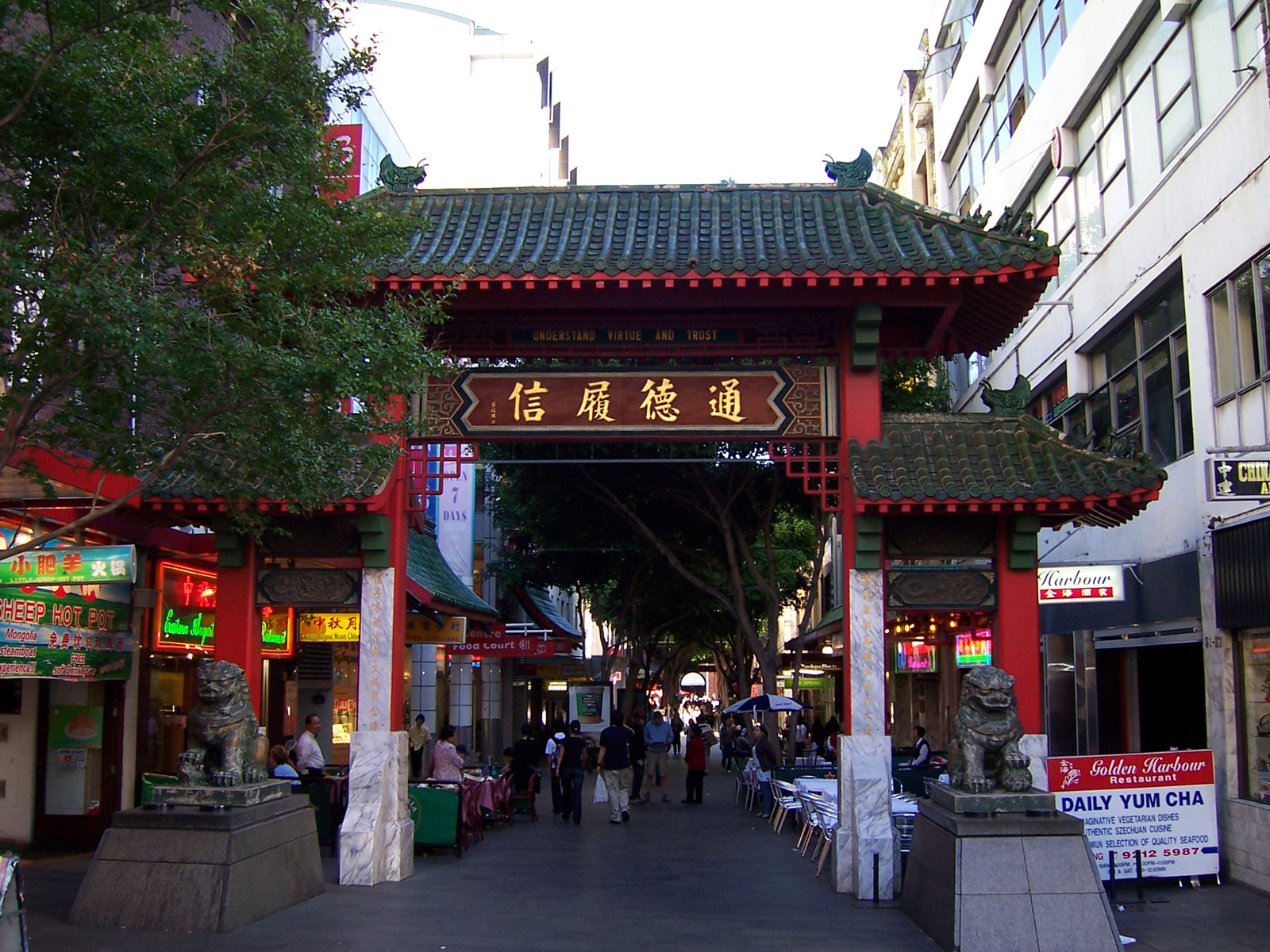
Chinatown w Sydney

Chińczycy w Australii – osoby urodzone w Chinach i pochodzenia chińskiego stanowią szóstą co do wielkości grupę etniczną w Australii, w 2006 w Australii mieszkały łącznie 304 793 osoby urodzone w Chinach lub na terytoriach chińskich (łącznie z Tajwanem), a 669 896 osób zadeklarowało swoje pochodzenie jako chińskie.

## Historia
Pierwsze znane ślady chińskich wędrownych handlarzy w Australii pochodzą z lat 50. XVIII wieku, choć jest możliwe, że przybywali tam już wcześniej. Po przybyciu do Australii Pierwszej Floty i zasiedleniu jej przez Brytyjczyków w 1788, do Australii przybyła mała liczba chińskich służących i wolnych osadników, ale pierwsza znaczna fala osadnictwa chińskiego wiązała się z gorączkami złota w Wiktorii (lata 50. XIX wieku) i Nowej Południowej Walii (lata 60. XIX wieku). Większość Chińczyków przybyła wówczas do Australii sprowadzona do pracy w poszukiwaniu złota i musieli oni spłacić koszty przewozu do Australii. W 1861 w Australii przebywało 38 348 Chińczyków (w tym tylko jedenaście kobiet), którzy stanowili 3,3% populacji Australii. Większość z nich powróciła w późniejszym okresie do Chin, przedtem musząc odpracować koszty podróży, poszukując złota. W latach 1852–1889 zanotowano 40 721 Chińczyków przybywających do Australii oraz 36 049 opuszczających Australię.
W późniejszym czasie chińscy poszukiwacze złota przenieśli się także do Queenslandu, Terytorium Północnego i Tasmanii, szukając pracy w tamtejszym kopalniach. W tym czasie do Australii przybywali nie tylko górnicy i robotnicy, ale także sklepikarze, handlarze, ogrodnicy i farmerzy. W latach 50. XIX wieku powstały pierwsze chińskie gazety w Australii, chińskie organizacje i stowarzyszenia. Większość z emigrantów aktywnie interesowała się chińską polityką, wielu z przybyszy było uczestnikami powstania tajpingów. Chińczycy stanowili aktywną część społeczeństwa australijskiego pomimo bardzo wówczas silnego nurtu rasistowskiego. W 1901 ustanowiono Immigration Restriction Act 1901, będący początkiem tzw. „polityki białej Australii”, a w Wiktorii, Nowej Południowej Walii, Queenslandzie i Australii Zachodniej ustanowiono prawa utrudniające Chińczykom osiedlanie się na tych terytoriach – polityka białej Australii została całkowicie zniesiona dopiero w 1973 i od tego czasu notuje się stały wzrost emigracji z Chin i innych krajów azjatyckich.
W latach 70. do Australii przybyła znaczna fala chińskich uchodźców politycznych z Wietnamu i Kambodży, a w latach 80. duża liczba nietypowych emigrantów ekonomicznych z Hongkongu – podczas gdy większość członków rodziny osiedlała się w Australii, jedna lub kilka osób z każdej rodziny pozostawały lub powracały do Hongkongu, aby utrzymywać osoby mieszkające w Australii. Po protestach na placu Tian’anmen ówczesny premier Australii Bob Hawke pozwolił wszystkim chińskim studentom z ChRL przebywającym w Australii na wizach studenckich na osiedlenie się w Australii na stałe.

## Demografia
Według spisu ludności z 2006 w Australii mieszka łącznie 304 793 osób urodzonych w Chinach, terytoriach chińskich i na Tajwanie, a 669 896 osób zadeklarowało swoje pochodzenie jako chińskie. Ponad 53% australijskich Chińczyków mieszka w Sydney, a 26% w Melbourne.

## Znani Australijczycy pochodzenia chińskiego
- Terence Tao – matematyk
- James Wan – reżyser
- Shaun Tan – ilustrator
- Penny Wong – polityk